# エスビャウ

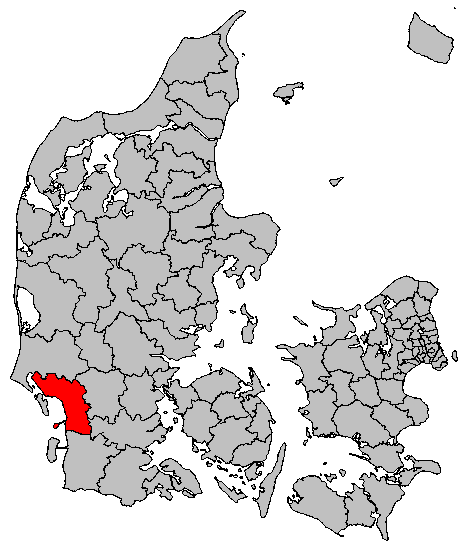
基礎自治体エスビャウの位置

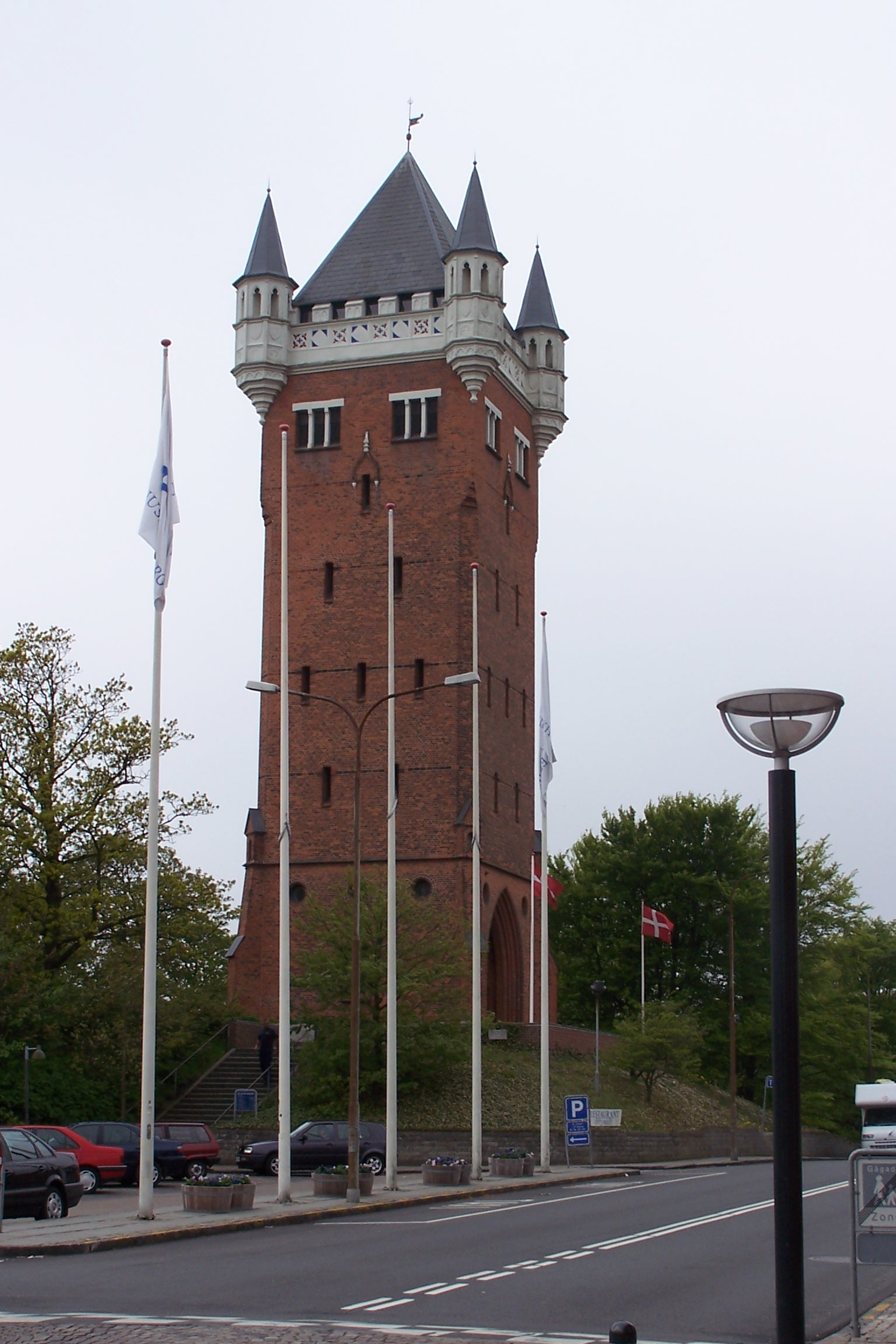
古い水道塔

エスビャウまたはエスビェア（デンマーク語: Esbjerg、デンマーク語発音: [ˈɛsb̥jæɐ̯ˀ]）は、デンマーク・南デンマーク地域にある、ユトランド半島の西岸最大の都市。北海に面したデンマークで5番目に大きな都市であり、同名の基礎自治体の中心地でもある。2007年に基礎自治体の再編がなされた際に、エスビャウは基礎自治体BrammingとRibeと合併している。基礎自治体の総面積は743平方キロメートル、人口は115,459人（2022年）。エスビャウには自治体議会が置かれており、都市の人口は71,798人（2022年）。
エスビャウはフェリーの発着地であり、町の沖合いにあるファノ島(Fanø)やイギリスのハーウィックへフェリーが運航されている。エスビャウ駅はデンマーク国鉄によって運営されており、コペンハーゲンよりエスビャウまで鉄道で3時間ほどである。鉄道網と高速道路網が整備されている。
エスビャウ市はかつてデンマーク最大の漁港であった。港は今も市経済にとって重要であり、北海油田からの中継地となっており、沖合漁業と石油産業が置かれている。
市内には、アールボー大学の分校南デンマーク大学の学部がおかれている。
陶磁器メーカー・ロイヤルコペンハーゲンは、2010年度のイヤープレートに、エスビャウ市の水道塔を図案として採用した。

## スポーツ
- エスビャウfB

## 姉妹都市
- エシルストゥーナ、スウェーデン
- フィヤルザビッグズ、アイスランド
- ユヴァスキュラ、フィンランド
- マニートソック、グリーンランド
- スタヴァンゲル、ノルウェー
- 蘇州市、中華人民共和国
- シュチェチン、ポーランド
- トースハウン、フェロー諸島
- 台南市、中華民国